# Miljenko Prohaska
Miljenko Prohaska (* 17. September 1925 in Zagreb, Königreich der Serben, Kroaten und Slowenen; † 29. Mai 2014 in Zagreb, Kroatien) war ein jugoslawischer, später kroatischer Kontrabassist, Komponist, Arrangeur und Orchesterleiter.

## Leben und Wirken
Prohaska lernte als Kind zunächst Geige, wechselte dann zum Kontrabass, den er auf dem Konservatorium und an der Akademie für Musik seiner Geburtsstadt studierte (Diplom 1956). Seit Mitte der 1950er-Jahre wirkte er als Bassist im Philharmonischen Orchester Zagreb, dem Jugoslawischen Radioorchester und dem Zagreb Jazz Quartet (um Boško Petrović und Davor Kajfeš), mit dem er auch auf Europa-Tournee war (Animal Dance). Auf dem Monterey Jazz Festival 1967 stellte er seine Komposition Concerto No. 2 for Orchestra mit dem Orchester von Don Ellis vor. Zwischen 1967 und 1969 leitete er das Zagreb Festival of Popular Music. Mit der Formation Unijazz nahm er als Bassist am Montreux Jazz Festival 1971 teil.
Dann wirkte Prohaska hauptsächlich als Komponist. Ab 1989 leitete er das Tanzorchester von Radio Zagreb, aus dem die Kroatische Radiobigband entstand. Auch auf dem Eurovision Song Contest trat er als Orchesterleiter hervor.
Als Komponist verfasste er zahlreiche Filmmusiken, schrieb aber auch für Sinfonieorchester, für das Modern Jazz Quartet und für Formationen des Third Stream wie das Orchestra U. S. A.; auch arrangierte er für Josipa Lisac, Gabi Novak und Arsen Dedić. Als Interpret war er im Bereich des Jazz an 36 Aufnahmesessions beteiligt, u. a. mit John Lewis, Lee Konitz, Ted Curson, Dan Mândrilă und Art Farmer. 1967–1968 und 1988–1990 war er der Präsident der Kroatischen Komponistenvereinigung. Auch beteiligte er sich an der Croatian Band Aid.

## Preise und Auszeichnungen
Prohaska erhielt zahlreiche Auszeichnungen für seine Kompositionen, so die Golden Arena for Best Film Music (1968), den Vladimir Nazor Award (1988) und den Porin Award (1995) für sein Lebenswerk.

## Diskografie
- 1976 – Split 76
- 1978 – Poeta
- 1980 – Oliver 5
- 1987 – Balade
- 1993 – Retrospektiva
- 1998 – Štorija 3
- 1998 – The Best of (Kompilation)
- 2001 – Leute moj
- 2001 – Zlatna kolekcija
- 2002 – Kronologija
- 2003 – Pjeva Gabi Novak
- 2006 – The Platinum Collection (Kompilation)
- 2006 – Zlatna kolekcija

## Filmographie
- 1961 – Igre na skelama
- 1964 – Prometej s otoka Viševice
- 1965 – Druga strana medalje
- 1966 – Bis zum Sieg und weiter (Do pobede i dalje)
- 1966 – Ponedeljak ili utorak
- 1967 – Iluzija
- 1967 – Das Messer (Noz)
- 1968 – Gravitacija ili fantastična mladost činovnika Borisa Horvata
- 1970 – Lisice
- 1979 – Drama einer Rückkehr (Povratak)
- 1981 – Visoki napon
- 1982 – Kiklop
- 1983 – Der große Transport (Veliki transport)